# Fernand Demets
Fernand (ou Ferdinand) Demets, né le 8 mars 1884 à Saint-Gilles (Bruxelles) et mort le 29 septembre 1952 à Bruxelles est un homme politique libéral belge. Il est bourgmestre d'Anderlecht de 1919 à 1927 et sénateur de l'arrondissement de Bruxelles dès 1929, ministre de la Défense nationale (1944-45), gouverneur de la province de Brabant (1945-1951), coprésident du Parti libéral (1940-44).

## Biographie
Ferdinand (ou Fernand) Charles Gustave Demets est le fils de Gustave Demets, industriel dans l'industrie chimique, et d'Adrienne Hanniet. Il était marié et a eu des enfants.
Dès sa jeunesse, il s'implique en politique en rejoignant la Jeune Garde libérale-progressiste dont il devient président en 1907. Il avait également de nombreuses activités dans le monde associatif telles qu'au sein d'une loge maçonnique et du Rotary Club de Bruxelles dont il était président. 
Industriel, il occupe des fonctions de direction notamment comme président de la Fédération de l'industrie automobile (FEBIAC), chez Belgian Shell et Philips. Ses activités industrielles lui permettent d'être nommé juge suppléant au tribunal du commerce en 1924 jusqu'en 1931.
Au déclenchement de la Première Guerre mondiale, il s'engage le 1er aout 1914, comme volontaire dans l'armée belge dans la cavalerie. À l'Armistice en novembre 1918, il a été promu capitaine-commandant de cavalerie. Il deviendra par la suite major de réserve honoraire.
Il est conseiller communal libéral de 1911 à 1929 et bourgmestre d'Anderlecht de 1919 à 1927. Il est élu sénateur en mai 1929 et nommé secrétaire du sénat en juillet 1936. Il s'y intéresse aux questions et débats sur le travail, les affaires économiques, la gendarmerie et la défense nationale. Comme membre du Comité olympique belge, il s'oppose à l'organisation des jeux olympiques d'été à Berlin en 1936.
Pendant la Seconde Guerre mondiale, de 1940 à 1944, il assume avec Jane Brigode, le rôle de président du Parti libéral. En mars 1943, il est mis en résidence forcée après avoir protesté publiquement contre l'occupant et le travail obligatoire imposé aux ouvriers belges en Allemagne. Il rejoint la Résistance et, à la Libération, participe aux combats à Bruxelles le 3 septembre 1944. Il contribue à la tête d'une section de l'Armée secrète à déloger les Allemands de la Kommandantur de la Place du Trône.
Après la Libération, il est nommé ministre de la Défense nationale le 27 septembre 1944 dans les gouvernement Pierlot V  et gouvernement Pierlot VI d'union nationale jusqu'en février 1945. Dans le cadre de ses fonctions, il met sur pied les bataillons de volontaires et renforce la « Brigade Piron » (aussi nommée « Libération »).
Il est nommé gouverneur du Brabant le 23 décembre 1945, poste qu'il occupe jusqu'en 1951.
À la suite de son décès le 29 septembre 1952, il reçoit des funérailles avec les honneurs militaires et est inhumé au Cimetière de Bruxelles à Evere.

## Distinctions et hommages
- Grand-croix de l'ordre de Léopold II en 1951 (Belgique);
- Grand officier de l'ordre de Léopold (Belgique) ;
- Croix de guerre 1914-1918 avec deux palmes (Belgique);
- Croix de l'Yser et Médaille du volontaire (Belgique) ;
- Commandeur de la Légion d'honneur en 1947 (France) ;
- Commandeur de l'ordre d'Orange-Nassau (Pays-Bas) ;
- Grand cordon du Nichan-Iftikhar (Tunisie).
- Commandeur de l'ordre Polonia Restituta (Pologne).

Fernand Demets était titulaire de nombreuses autres décorations belges et étrangères et son nom a été donné au « Quai Fernand Demets » à Anderlecht et à une station de la STIB.
Il a son buste à l'hôtel communal d'Anderlecht, œuvre du sculpteur Eugène De Bremaecker.

## Sources
- Liberaal Archief